# Ravnilo
Ravnílo je geometrijsko orodje, namenjeno za risanje ravnih črt. Poleg tega je sodobno ravnilo skoraj vedno opremljeno tudi z merilno lestvico – táko ravnilo imenujemo tudi merilo.
Ravnilo je skupaj s šestilom temeljno orodje za natančne geometrijske konstrukcije.